# William Moulton Marston
William Moulton Marston (Lynn, Massachusetts, 9 de Maio de 1893—Yonkers, Nova York, 2 de Maio de 1947), foi um psicólogo, teórico, inventor, e escritor de livros e roteirista de quadrinhos norte-americano. Criador do Teste de Pressão Arterial Sistólica, utilizado no detector de mentiras, considerado "Pai da teoria DISC", sendo autor do livro As Emoções das Pessoas Normais, é popularmente conhecido pela criação da personagem Mulher Maravilha, sob pseudônimo de Charles Moulton. 
Descrito como um amante das mulheres, viveu em relacionamento polígamo. Sua esposa, a advogada e psicóloga Sarah Elizabeth Holloway Marston e sua parceira, Olive Byrne serviram para inspirar e influenciar a personagem, que teve desenvolvimento com a ajuda da amante, a bibliotecária, Marjorie Wilkes Huntley. Do relacionamento poligâmico vieram os seus 4 filhos. Após a morte de William, ambas continuaram juntas até o falecimento de Olive em 1985 com 81 anos. Elizabeth viveu até 100 anos, de 1893 a 1993.

## Criação de Mulher Maravilha
Em entrevista datada de 25 de outubro de 1940, conduzida pela sua aluna Olive Byrne (sob o pseudônimo de "Richard Olive") e publicado pela Family Circle com o título de "Don't Laugh at the Comics", William Moulton Marston descrevia o que viu como o potencial educacional das histórias em quadrinhos (um artigo deu sequência a entrevista e foi publicado dois anos mais tarde em 1942). Este artigo chamou a atenção de Max Gaines, que empregou Marston como consultor educacional da National Periodical Publications e All-American Publications, duas das companhias que se fundiriam para dar forma a futura DC Comics. Foi nesta época que Marston decidiu criar um novo super-herói.
No início dos anos 1940, a DC Comics era dominada pelos personagens masculinos com superpoderes tais como Lanterna Verde, Batman, e o principal deles, Superman. Atribui-se à esposa de Marston, Elizabeth Holloway Marston, a ideia de se criar uma super-heroína:
| “ | William Moulton Marston, um psicólogo já famoso por inventar o polígrafo (precursor mecânico do laço mágico), teve a ideia para um tipo novo do super-herói, um que triunfaria não com punhos ou poderes, mas com amor. "Bom" disse Elizabeth. "Mas faça-lhe uma mulher." | ” |

Marston apresentou a ideia a Max Gaines, co-fundador (junto com Jack Liebowitz) de All-American Publications. Marston desenvolveu a Mulher-Maravilha junto com Elizabeth. Para criar a Mulher-Maravilha, Marston foi inspirado também por Olive Charles Byrne, uma mulher que viveu com ele em situação de poligamia. Para escrever as aventuras em quadrinhos da nova super-heroína, Marston usou o pseudônimo de Charles Moulton, combinando seu nome do meio com o de Olive.
Como o criador de um instrumento de medição crucial para o desenvolvimento do polígrafo, Marston concluiu por suas experiências de que as mulheres eram mais honestas e confiáveis do que os homens. E pôde trabalhar com seu personagem mais eficientemente.
Daí, "a Mulher-Maravilha é a propaganda psicológica para o novo tipo de mulher que deve governar o mundo", Marston escreveu. Embora Gloria Steinem tivesse colocado a Mulher-Maravilha na primeira capa autônoma de Ms em 1972, Marston, escrevendo bem antes, projetou a Mulher-Maravilha como representante de um modelo particular do poder feminino. O Feminismo discute que as mulheres são iguais aos homens e devem ser tratadas como elas são. Na mente de Marston, mulheres possuem o potencial não somente de serem tão boas quanto homens: podiam ser superiores a eles.